# Prisonnier de guerre

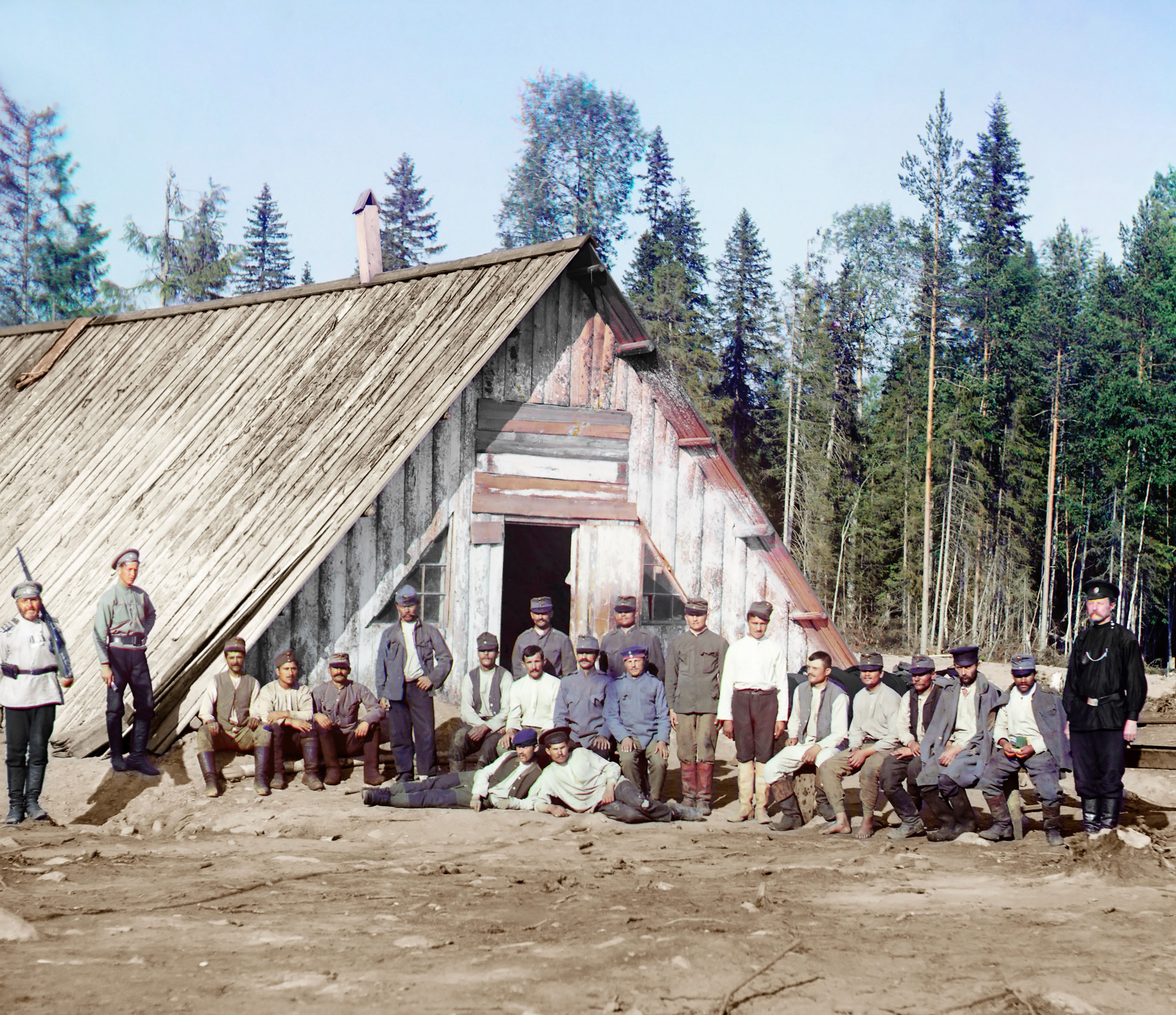
Prisonniers de guerre austro-hongrois en Russie en 1915 (photo de Prokudin-Gorskii).

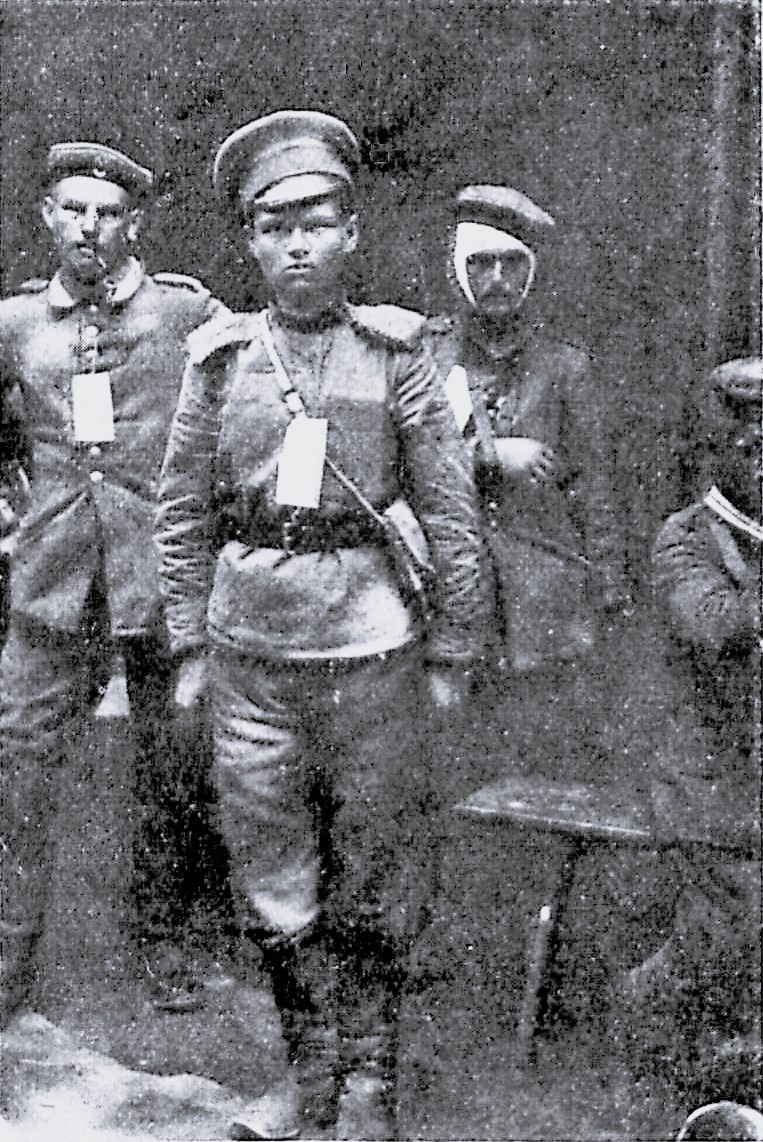
Une blessée russe ayant combattu au front, faite captive par des troupes allemandes (1915).

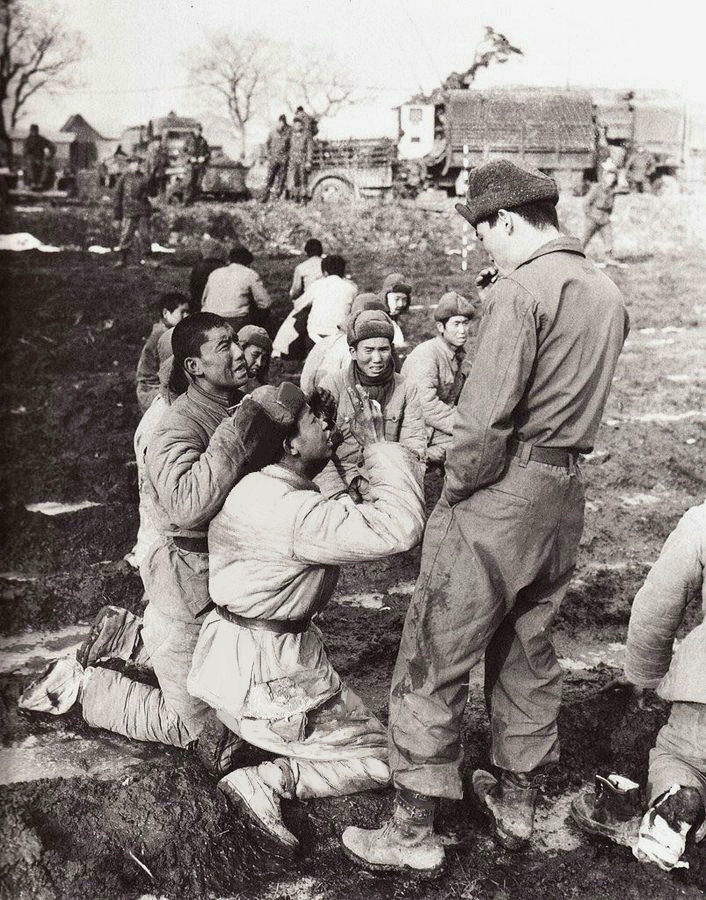
Des soldats chinois capturés implorent leur vie auprès d'un soldat sud-coréen, pensant qu'ils vont être exécutés, 1951.

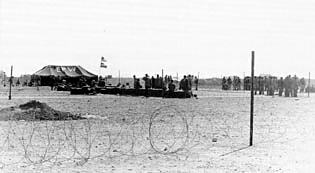
Camps de prisonniers de guerre irakiens à la fin de la guerre du golfe de 1991.

Un prisonnier de guerre est un combattant qui est emprisonné par une puissance ennemie en temps de guerre. Sa détention vise à le conserver hors de combat, elle n'a aucun caractère pénal ou répressif, ce qui le distingue du prisonnier de droit commun.

## Antiquité
Durant l'Antiquité, les prisonniers de guerre qui ne sont pas exécutés sont réduits en esclavage. Ce principe est universel et la majorité des prisonniers ont donc la vie sauve au regard de leur valeur économique. Les vaincus aux combats constituent ainsi le principal pourvoyeur d'esclaves de l'Empire romain durant la totalité de son existence.

## Ancien Régime
Sous l'Ancien Régime, les prisonniers étaient laissés au bon vouloir de leurs geôliers. Les plus riches étaient libérés contre une rançon, les autres maintenus en détention contre échange de prisonniers de l'autre camp, ou soumis au travail forcé, voire massacrés. Un tournant s'opère au XVIIe siècle, où la vie des prisonniers est de plus en plus respectée. Les soldats capturés sont soit échangés, soit libérés sur parole, soit retournés en leur proposant de rejoindre les armées du roi.

## Qualification comme prisonnier de guerre
Selon l'article 4 de la 3e Convention de Genève de 1949 sont prisonniers de guerre les personnes qui, appartenant à l'une des catégories suivantes, sont tombées au pouvoir de l'ennemi :
- les membres des forces armées d'une Partie au conflit, de même que les membres des milices et des corps de volontaires faisant partie de ces forces armées ;
- les membres des autres milices et les membres des autres corps de volontaires, y compris ceux des mouvements de résistance organisés, appartenant à une Partie au conflit, pourvu qu'ils remplissent les conditions suivantes :
  - avoir à leur tête une personne responsable pour ses subordonnés
  - avoir un signe distinctif fixe et reconnaissable à distance
  - porter ouvertement les armes
  - se conformer, dans leurs opérations, aux lois et coutumes de la guerre
- les membres des forces armées régulières qui se réclament d'un gouvernement ou d'une autorité non reconnus par la Puissance détentrice ;
- les personnes qui suivent les forces armées sans en faire directement partie, tel que les correspondants de guerre, fournisseurs, membres d'unités de travail... à condition qu'elles en aient reçu l'autorisation des forces armées qu'elles accompagnent ;
- les membres des équipages, y compris les commandants, pilotes et apprentis, de la marine marchande et les équipages de l'aviation civile des Parties au conflit qui ne bénéficient pas d'un traitement plus favorable en vertu d'autres dispositions du droit international ;
- la population d'un territoire non occupé qui, à l'approche de l'ennemi, prend spontanément les armes pour combattre les troupes d'invasion, sans avoir eu le temps de se constituer en forces armées régulières, si elle porte ouvertement les armes et si elle respecte les lois et coutumes de la guerre.
- les personnes appartenant ou ayant appartenu aux forces armées du pays occupé, si la Puissance occupante estime nécessaire de procéder à leur internement, notamment après une tentative de ces personnes non couronnée de succès pour rejoindre les forces armées auxquelles elles appartiennent.

Les aumôniers et les militaires exclusivement affectés à des taches sanitaires (et le personnel des Sociétés nationales de la Croix-Rouge, du Croissant-Rouge et des autres sociétés de secours reconnus et employé aux mêmes fonctions) ne seront retenus, s'ils tombent au pouvoir de la partie adverse, que dans la mesure où l'état sanitaire, les besoins spirituels et le nombre de prisonniers de guerre l'exigeront. Ils ne seront pas considérés comme prisonniers de guerre, mais bénéficieront de tous les avantages de la Convention de Genève.
Les mercenaires n'ont pas droit au statut de prisonnier de guerre.
Les espions ne sont pas considérés comme prisonniers de guerre. Mais un espion qui, ayant rejoint l'armée à laquelle il appartient, est capturé plus tard par l'ennemi, est traité comme prisonnier de guerre et n'encourt aucune responsabilité pour ses actes d'espionnage antérieurs. De même, un membre des forces armées d'une Partie au conflit qui recueille ou cherche à recueillir des renseignements dans un territoire contrôlé par une Partie adverse ne sera pas considéré comme se livrant à des activités d'espionnage si, ce faisant, il est revêtu de l'uniforme de ses forces armées.
S'il existe un doute au sujet d'une personne qui prend part à des hostilités et qui est capturée par Partie adverse, cette personne est considérée prisonnier de guerre, en attendant que son statut soit déterminé par un tribunal compétent(généralement un tribunal militaire).
Les prisonniers de guerre ne sont pas des prisonniers de droit commun. Ils ne peuvent pas faire l'objet d'un jugement, s'ils respectent les lois et coutumes de la guerre, et doivent être libérés une fois la guerre terminée. Le droit international considère qu'ils se trouvent dans une situation indépendante de leur volonté.
En cas de guerre civile, le statut de prisonnier de guerre n'existe pas officiellement. Un État peut considérer les combattants ennemis comme prisonniers de droit commun.

## Libération
Les prisonniers de guerre sont libérés de plein droit par le traité mettant fin à la guerre, mais pas par un simple traité de cessez-le-feu ou d'armistice. Selon un usage attesté depuis l'Antiquité et encore pratiqué par les Allemands pendant la Seconde Guerre mondiale, des prisonniers de guerre, en particulier des officiers, peuvent être libérés sur la promesse qu'ils font de ne plus participer aux opérations de guerre jusqu'à la fin du conflit. On parle de prisonniers libérés sur parole.
Pour ne pas être obligé de les traiter conformément à la Convention de Genève, et en particulier pour les retenir prisonniers plusieurs années après la fin de la guerre, le général Eisenhower décida que les prisonniers allemands n'auraient plus le statut de prisonniers de guerre (P.O.W.) mais un nouveau statut appelé Disarmed Enemy Forces (D.E.F.) forces ennemies désarmées.

## Prisonniers depuis la Convention de Genève (1929)
Liste des nations ayant le plus grand nombre de prisonniers de guerre dans les guerres ayant eu lieu depuis la prise d'effet de la première Convention de Genève en 1929. L'URSS n'avait pas signé la Convention de GenèveClark.
| Pays        | Prisonniers de guerre                                                                    | Nom du conflit                   |
| ----------- | ---------------------------------------------------------------------------------------- | -------------------------------- |
| Allemagne   | 10 000 000 environ                                                                       | Seconde Guerre mondiale          |
| URSS        | 5 700 000                                                                                | Seconde Guerre mondiale (total)  |
| France      | 1 900 000                                                                                | Bataille de France en 1940       |
| Pologne     | 675 000 (420 000 par l'Allemagne, 240 000 par l'URSS en 1939, 15 000 à Varsovie en 1944) | Seconde Guerre mondiale          |
| États-Unis  | 130 000 environ                                                                          | Seconde Guerre mondiale          |
| Royaume-Uni | 172 592                                                                                  | Seconde Guerre mondiale          |
| Irak        | 175 000                                                                                  | Guerre du Golfe (1990-1991)      |
| Pakistan    | 93 000                                                                                   | Guerre indo-pakistanaise de 1971 |
| Belgique    | 60 000                                                                                   | Bataille de la Lys en 1940       |

* Il n'existe actuellement pas d'estimation fiable ou neutre.

## Traitement des prisonniers de guerre

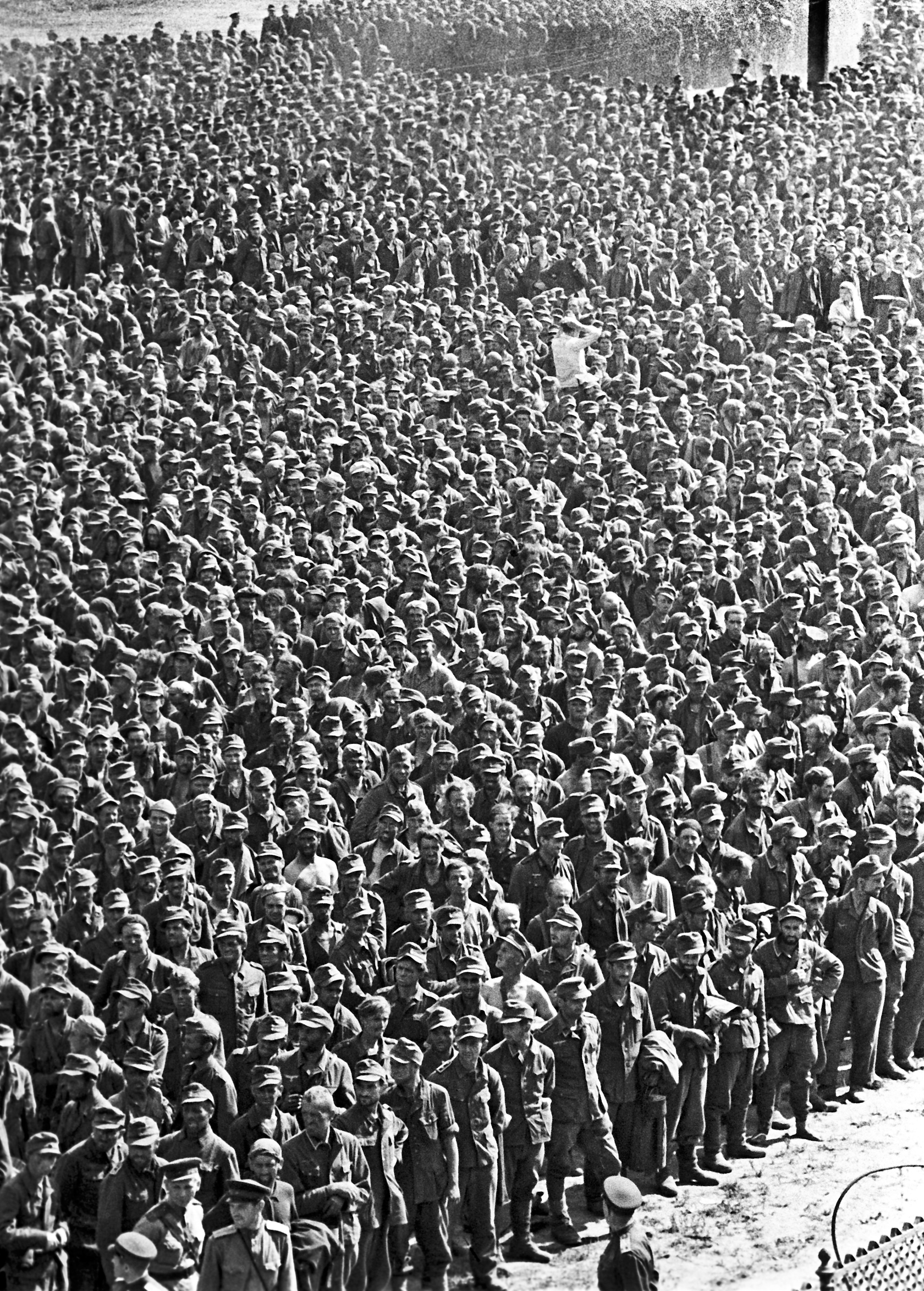
Prisonniers de guerre de l'Ostheer regroupés à Moscou le 15 juin 1944. La destination de certains d'entre eux sera le ' à Chadrinsk en Sibérie occidentale.

### Selon le droit

#### Convention de La Haye

##### ConventionIVde 1907
Aux termes de l'article 6 du Règlement concernant les lois et coutumes de la guerre sur terre en annexe de la Convention de La Haye du 18 octobre 1907, la Puissance détentrice pouvait utiliser comme travailleurs les prisonniers de guerre selon leur grade et leurs aptitudes, à l'exception des officiers, à la condition que les travaux ne fussent pas excessifs et qu'ils n'eussent « aucun rapport avec les opérations de guerre ».

« Le salaire des prisonniers contribuera à adoucir leur position, et le surplus leur sera compté au moment de leur libération, sauf défalcation des frais d'entretien. »

#### Convention de Genève

##### IIIeConvention de 1929
Aux termes de l'article 31 de la 3e Convention pour l'amélioration du sort des blessés et malades dans les armées en campagne (1929), « Les travaux fournis par les prisonniers de guerre n'auront aucun rapport direct avec les opérations de la guerre. En particulier, il est interdit d'employer des prisonniers à la fabrication et au transport d'armes ou de munitions de toute nature, ainsi qu'au transport de matériel destiné à des unités combattantes ».

##### IIIeConvention de 1949
Selon l'article 16 de la 3e Convention de Genève, les prisonniers de guerre doivent tous être traités de la même manière par la Puissance détentrice, sans aucune distinction de race, de nationalité, de religion, d'opinions politiques. Cela dit le grade, le sexe, l'âge, l'état de santé ou les aptitudes professionnelles du prisonnier peuvent justifier un traitement « privilégié ».
Des traités internationaux imposent de traiter de manière humaine les prisonniers de guerre. Ils s'appliquent dès la capture des prisonniers jusqu'à leur libération ou leur rapatriement. Les articles 13 et 14 interdisent la torture des prisonniers, les actes de violence, d'intimidation, les mutilations physiques, les expériences scientifiques non justifiées par le traitement médical du prisonnier. Les prisonniers doivent être protégés des insultes, des mesures de représailles et de la curiosité publique et l'article 17 dispose qu'on ne peut demander à un prisonnier que son nom, sa date de naissance, ses grades et numéro d'identité militaire.
Les articles 19 et 23 affirment que les prisonniers de guerre doivent être évacués, dans les plus brefs délais, dans un camp assez loin de la zone de combat. Ne seront maintenus temporairement, dans une zone dangereuse que les prisonniers de guerre qui, en raison de leur état de santé courraient de plus grands risques à être évacués qu'à rester sur place.
Pour l'article 12, les prisonniers de guerre sont au pouvoir du pays ennemi et non des individus qui les ont faits prisonniers. Le pays détenteur est responsable de leur traitement.

### Selon les guerres

Emplacement des principaux camps d'officiers et de soldats en Allemagne.

#### Prisonniers lors de la Première Guerre mondiale
Le nombre de prisonniers de la guerre 1914-1918 a été élevé ; environ 7 millions de soldats, jusqu'à 9 millions suivant certaines sources, ont été faits prisonniers lors du conflit. Environ 2 250 000 étaient prisonniers en Allemagne. Peu à peu l'on redécouvre ce qu'ont été ces camps où la dénutrition, les punitions et le harcèlement moral ont été les piliers et dont le nombre s'élevait à environ trois cents. Le retour hors de l'Allemagne de la plupart des prisonniers (en 1919 essentiellement) s'est fait dans des conditions difficiles (beaucoup de prisonniers sont revenus par leurs propres moyens) et la société s'est si peu préoccupée d'eux qu'ils sont peu à peu tombés dans l'oubli.
De même de nombreux prisonniers de guerre allemands ont dû rester en France pour contribuer au désobusage et au début de la reconstruction, certains jusqu'en 1920, leur maintien en France ayant aussi joué un rôle de garantie (« otages ») durant le début du processus des dommages de guerre à verser aux pays dévastés par l'armée allemande et la guerre mondiale.

#### Autres guerres

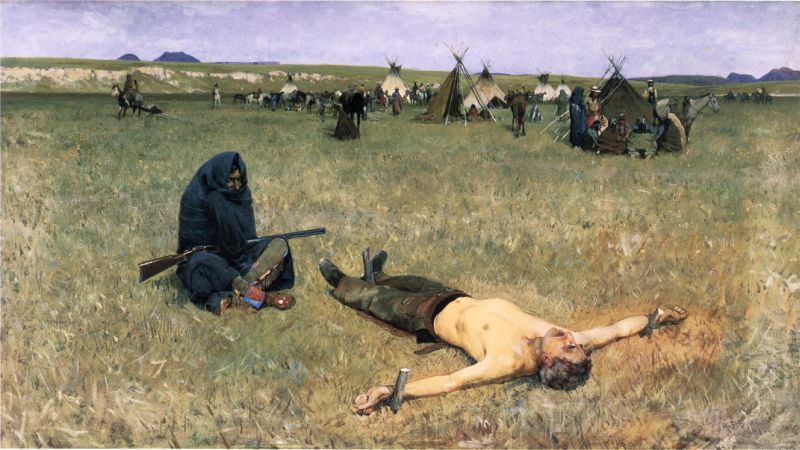
Le prisonnier
Henry Farny (1847-1916). Ce tableau représente un captif aux mains d'une tribu de Nord-Amérindiens.

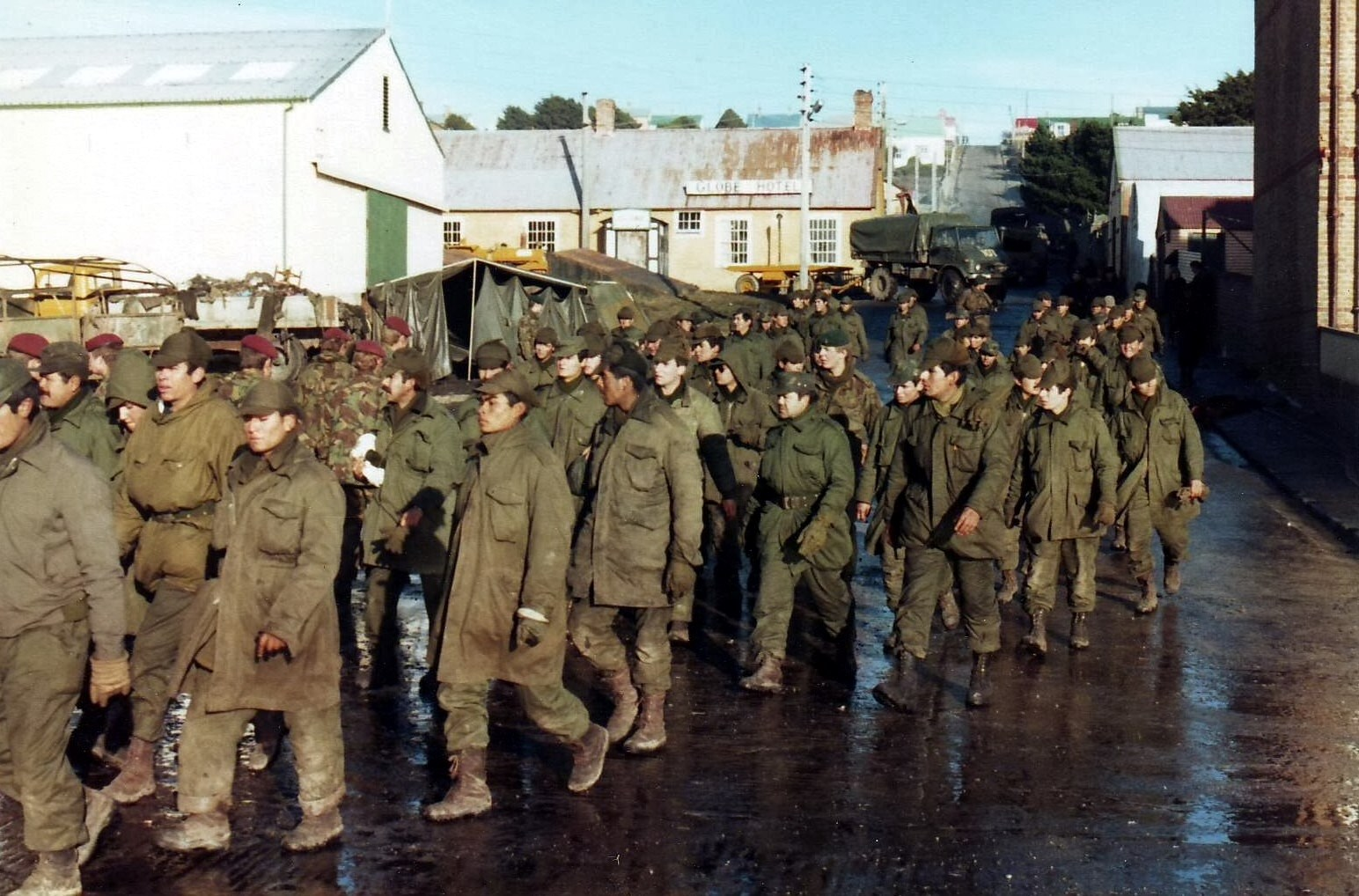
Prisonniers de guerre argentins le 17 juin 1982 lors de la guerre des Malouines.

L'afflux de prisonniers de guerre français capturés par l'armée allemande au cours de la guerre franco-allemande de 1870 fut exceptionnel. Le nombre des prisonniers en Allemagne aurait dépassé celui des combattants réels français en janvier 1870.
La proportion de pertes durant la guerre de Corée chez les prisonniers de guerre sud-coréens et des Nations unies dans les camps nord-coréens et chinois atteint selon certaines études aux alentours de 43 %. Le caractère idéologique du conflit n’explique pas à lui seul cette extrême surmortalité, davantage conséquence des mauvaises conditions d’hygiène et de nutrition que des actions directes des geôliers, du moins après la première année de guerre, la principale opération d'échanges de prisonniers lors ce conflit a été l'opération Big Switch.
Durant la guerre d'Indochine et la guerre du Viêt Nam, les soldats français et américains capturés par la République démocratique du Viêt Nam étaient souvent battus et torturés en violation de leur statut de prisonniers de guerre.
Après la chute du régime de Saddam Hussein, les forces américaines furent mal perçues du fait des preuves d'abus contre les prisonniers durant la guerre d'Irak. Les États-Unis utilisèrent le terme de prisonniers de guerre ennemis (EPW) pour les forces hostiles de la guérilla irakienne ne formant pas une armée régulière, réservant le terme de prisonniers de guerre pour leurs propres troupes ou leurs alliés.

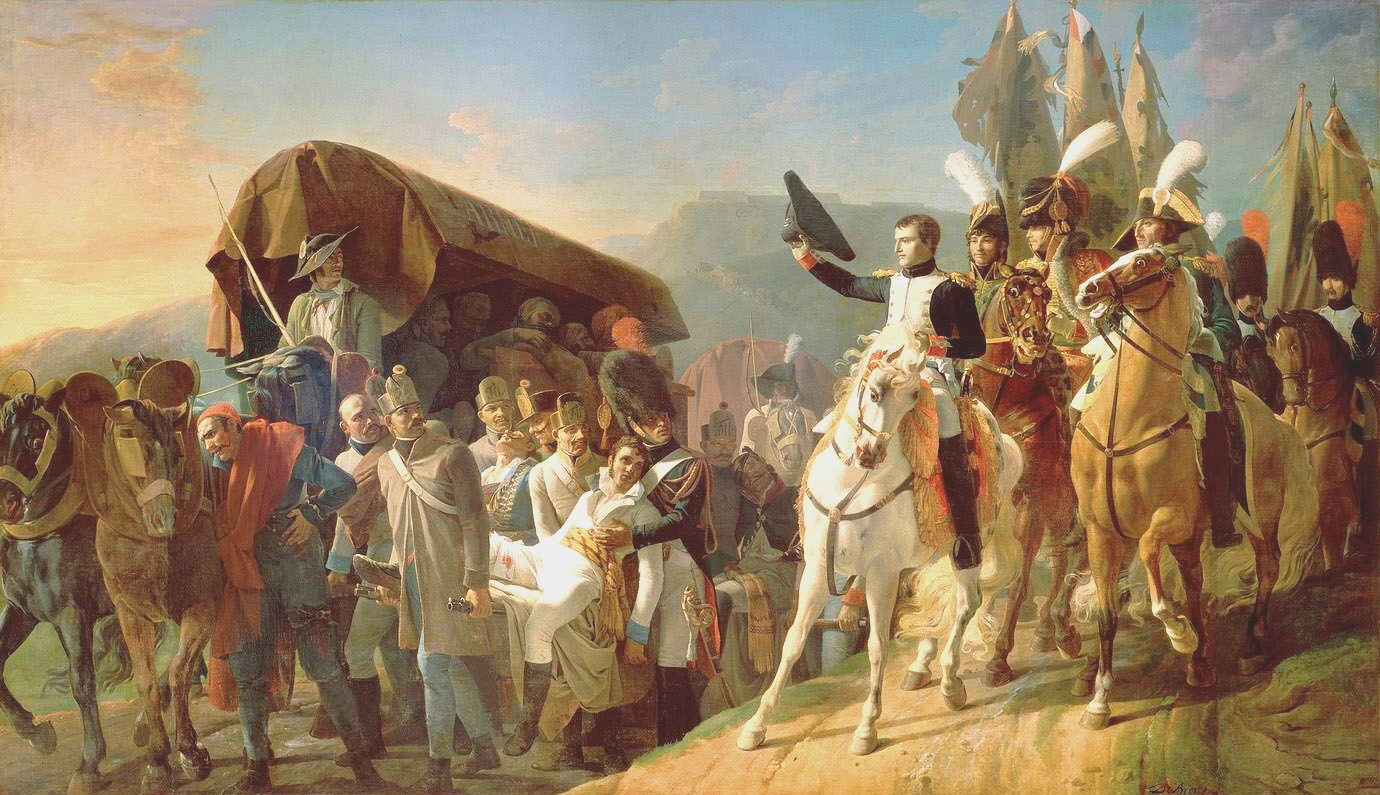
rend hommage aux prisonniers autrichiens après la bataille d'Ulm en 1805, toile de Jean-Baptiste Debret.

## Raisons stratégiques des prisonniers de guerre
Selon Clausewitz, la raison pour laquelle les nations civilisées ne mettent pas à mort les prisonniers tient à l'usage rationnel de la force, qui implique de ne pas utiliser la violence lorsqu'elle est inutile ou nuisible à la poursuite de la guerre, et non d'un accès d'humanisme des belligérants.
La non-maltraitance des prisonniers de guerre facilite en particulier la reddition d'unités combattantes battues ou démoralisées.

## Documentaires sur les prisonniers
- Les histoires de plusieurs pilotes américains abattus au-dessus du Viêt Nam du Nord sont le sujet du documentaire Return with Honor de l'American Film Foundation en 1999, présenté par Tom Hanks.
- Les oubliés de 39-45, documentaire de 72 minutes sur les prisonniers français en Allemagne, réalisation René Caron, production Artefilm France3 ouest

### Témoignages de prisonniers
- Eugène Arnaud : Le scoutisme dans un camp de prisonniers sur le site de l'AHSL
- Roger Devaux : « Treize Qu'ils Étaient »(Archive.org • Wikiwix • Archive.is • Google • Que faire ?) - La vie des prisonniers de guerre Français chez les paysans de Basse Baviere (1939-1945), Mémoires et Cultures - 2007 -  (ISBN 2-916062-51-3)
- Camille Caganus, Théâtre en captivité : souvenirs et réflexions, Liège, L'Horizon nouveau, 1945.
- Charles Gueugnier, Les carnets de captivité de Charles Gueugnier, présentés par Nicole Dabernat-Poitevin, Accod édition, 1998.
- Robert d'Harcourt, Souvenirs de captivité et d'évasions 1915-1918, Payot, Paris, 1935.
- Charles Hennebois, Aux mains de l'Allemagne, Plon, Paris, 1916.
- J. Kempeneers, La vie dans un oflag : cinq années derrière les barbelés, Gembloux, Duculot, 1946.
- Jean-Charles Lheureux, Graudenz, la forteresse de la mort lente, Capendu, 1985 (Préface de Jacques Chaban-Delmas)
- Léon Noguéro, Prisonnier de guerre en Allemagne (1940-1945), L'Harmattan, Paris, 2017, 502 p.  (ISBN 978-2-343-11883-3).
- capitaine Olivier, Onze Mois de Captivité dans les Hôpitaux Allemands, Paris, librairie Chapelot, 1916.
- Roger Pelletier, Captivité, Taillandier, Paris, 1933.
- Gaston Riou, Journal d'un simple soldat, Guerre-Captivité 1914-1915, Hachette, Paris, 1916.
- Thierry Sandre, Le Purgatoire, Bibliothèque du Hérisson, Amiens, 1924.

### Sur le sujet
- Jean-Claude Auriol, Les Barbelés des Bannis. La tragédie des prisonniers de guerre français en Allemagne durant la Grande Guerre, Éditions Tirésias, Paris, 2002.
- Jacques-Marcel Renard, Les prisonniers allemands en mains françaises durant le premier conflit mondial 1914-1920, Paris, SPM, 2023, 280 p.  (ISBN 978-2-38541-021-6)
- Uta Hinz, Gefangen im Großen Krieg, Klartext Verlag, Essen, 2006.
- Jochen Oltmer, Kriegsgefangene im Europa des Ersten Weltkriegs, Schöningh, Paderborn, 2006.
- Pierre Gascar, L'histoire de la captivité des Français en Allemagne, 1939-1945, Gallimard, Paris, 1967.
- Philippe Destatte, Paul Delforge, Les combattants de 1940. Hommage de la Wallonie aux prisonniers de guerre, Institut Destrée, Charleroi, 1995
- Alan Clark, Barbarossa : The Russian-German Conflict 1941-1945, p. 206  (ISBN 0-304-35864-9)
- Richard D. Wiggers, « The United States and the Denial of Prisoner of War (POW) Status at the End of the Second World War », Militärgeschichtliche Mitteilungen, 52 (1993), p. 91-94.
- Philippe Sunou, Les Prisonniers de guerre allemands en Belgique et la Bataille du charbon, 1945-1947, Bruxelles, Musée royal de l'Armée, 1980.
- Philippe Sunou, « La Convention de Genève et le régime disciplinaire des prisonniers de guerre allemands en Belgique de 1945 à 1947 », dans Actes du XLIII Congrès de la Fédération des Cercles d'Histoire, Archéologie et Folklore de Belgique.
- Yves Durand, La vie quotidienne des prisonniers de guerre dans les Stalags, les Oflags et les Kommandos 1939-1945, Hachette, 1987.
- Hermann Jung, Die deutschen Kriegsgefangenen im Gewahrsam Belgiens, des Niederlande und Luxemburgs, Munich, 1966.
- Billy Keith, L'aumonier de l'enfer, Éditions France-Empire, Paris, 1973
- Sylvie Caucanas, Rémy Cazals et Pascal Payen, Les prisonniers de guerre dans l'histoire contacts entre peuples et cultures : cinquième colloque international, mai 2002, Toulouse Carcassonne, Privat Les Audois, coll. « Regards sur l'histoire », 2003, 319 p. (ISBN 978-2-708-90522-1) (BNF 38999218)
- Frédéric Médard et François Cochet, Les prisonniers en 1914-1918 : acteurs méconnus de la Grande Guerre, Saint-Cloud, SOTECA 14-18, 2010, 350 p. (ISBN 978-2-916-38562-4 et 2-916-38562-2, OCLC 758880779)
- Jean Védrine (dir.), Johanna Barasz (Éditeur) et Jean-Pierre Azéma (introduction), Dossier : les prisonniers de guerre, Vichy et la Résistance : 1940-1945, Paris, Fayard, 2013, 931 p. (ISBN 978-2-213-66627-3 et 2-213-66627-X, OCLC 866572232)
- (en) Jacques Tardi et Jean-Luc Ruault, Moi René Tardi, prisonnier de guerre au Stalag IIB. [3], Après la guerre, Bruxelles, Casterman, 2018, 158 p. (ISBN 978-2-203-09724-7 et 2-203-09724-8, OCLC 1077043005)